# Medieval Worlds
Medieval Worlds. Comparative & Interdisciplinary Studies ist eine doppelblind begutachtete (peer-reviewed) wissenschaftliche Zeitschrift des Instituts für Mittelalterforschung der Österreichischen Akademie der Wissenschaften. Online und open-access wird sie halbjährlich von dem Verlag der Österreichischen Akademie der Wissenschaften veröffentlicht.
Der Schwerpunkt der Zeitschrift liegt in interdisziplinären, transkulturellen und vergleichenden Studien im Zeitraum von ca. 400 bis 1500 CE mit Fokus auf Europa, Asien und Nordafrika. Die Gründer und derzeitigen Herausgeber sind Walter Pohl und Andre Gingrich.
Die Zeitschrift wurde 2015 mithilfe einer Anschub-Förderung des österreichischen Wissenschaftsfonds (FWF) im Rahmen einer Initiative zur Förderung innovativer Open-Access-Zeitschriften gegründet.
Medieval Worlds ist indiziert in Crossref, DOAJ, ERIH PLUS und EZB.

## Themen
Medieval Worlds publiziert offene und themenbezogene Ausgaben. Zu den publizierten Themen zählen:
- Comparison in Medieval Studies[8]
- Empires: Elements of Cohesion and Signs of Decay[9]
- The Genetic Challenge to Medieval History and Archaeology[10]
- Religious Exemption in Pre-Modern Eurasia, c. 300–1300 CE[11]
- Medieval Religious Polemic across Genres and Research Cultures[12]